# سساکوا (اکلاهما)
سساکوا(به انگلیسی: Sasakwa) شهری در ایالت اکلاهما کشور ایالات متحده آمریکا است که جمعیت آن در سرشماری سال ۲۰۱۰ میلادی، ۱۵۰ نفر بوده‌است.